# دولوناي سويسيرت
دولوناي سويسيرت (مواليد 25 مارس 1973) هي ممثلة تركية بدأت مسيرتها الفنية في عام 1995، قامت بدور البطولة في مسلسل الياقة المغبرة (2022).

## روابط خارجية
https://www.dramastrk.com/2024/05/blog-post_24.htmlدولوناي+سويسيرت+على+موقع+IMDb+(الإنجليزية)+دولوناي+سويسيرت+على+موقع+قاعدة+بيانات+الفيلم+(الإنجليزية)